# Лекхара, Авани
Авани Лекхара (хинди अवनी लेखरा; род. 8 ноября 2001, Джайпур) — индийский стрелок из винтовки. Паралимпийская чемпионка в стрельбе из пневматической винтовки (10 м) 2020 года в Токио. Лекхера занимает пятое место в рейтинге Международной федерации спортивной стрельбы среди стрелков из пневматической винтовки с 10 метров в категории SH1.
Участница Азиатских паралимпийских игр 2018 года. Она получила поддержку от GoSports Foundation в рамках программы Para Champions.

## Биография
Авани Лекхара родилась 8 ноября 2001 года.
В результате серьёзной автомобильной аварии в 2012 году, когда ей было 11 лет, она была парализована в области талии. Её отец поощрял занятия спортом, первоначально она занималась стрельбой из лука, но перешла к спортивной стрельбе из винтовки. Здесь она достигла серьёзных результатов. В настоящее время она получает высшее образование и изучает право в Раджастхане.

## Карьера
Дебютировала на Кубке мира в Аль-Айне в 2017 году.В 2018 году на Паралимпийских Азиатских играх в Джакарте стала седьмой в стрельбе из винтовки с 50 метров.
В 2019 году она заняла четвёртое место на чемпионате мира в Австралии в стрельбе из винтовки с 50 метров.
Авани Лекхара — первая женщина-стрелок из Индии, выигравшая золотую паралимпийскую медаль. Она установила паралимпийский рекорд. Её результат 249,6 очков также стал повторением мирового рекорда.
3 сентября она завоевала ещё одну медаль, на этот раз бронзовую, в стрельбе из винтовки с 50 метров из трёх положений. Таким образом, она стала первой женщиной в истории Индии, кто смог завоевать две медали на Паралимпиаде.